# Serie GeForce 6
La serie GeForce 6 (nombre código NV40) es la sexta generación de unidades de procesamiento gráfico GeForce de Nvidia. Lanzada el 14 de abril de 2004, la familia GeForce 6 introdujo el posprocesamiento PureVideo para video, la tecnología SLI y la compatibilidad con Shader Model 3.0 (compatible con la especificación Microsoft DirectX 9.0c y OpenGL 2.0).

## Características de la serie GeForce 6

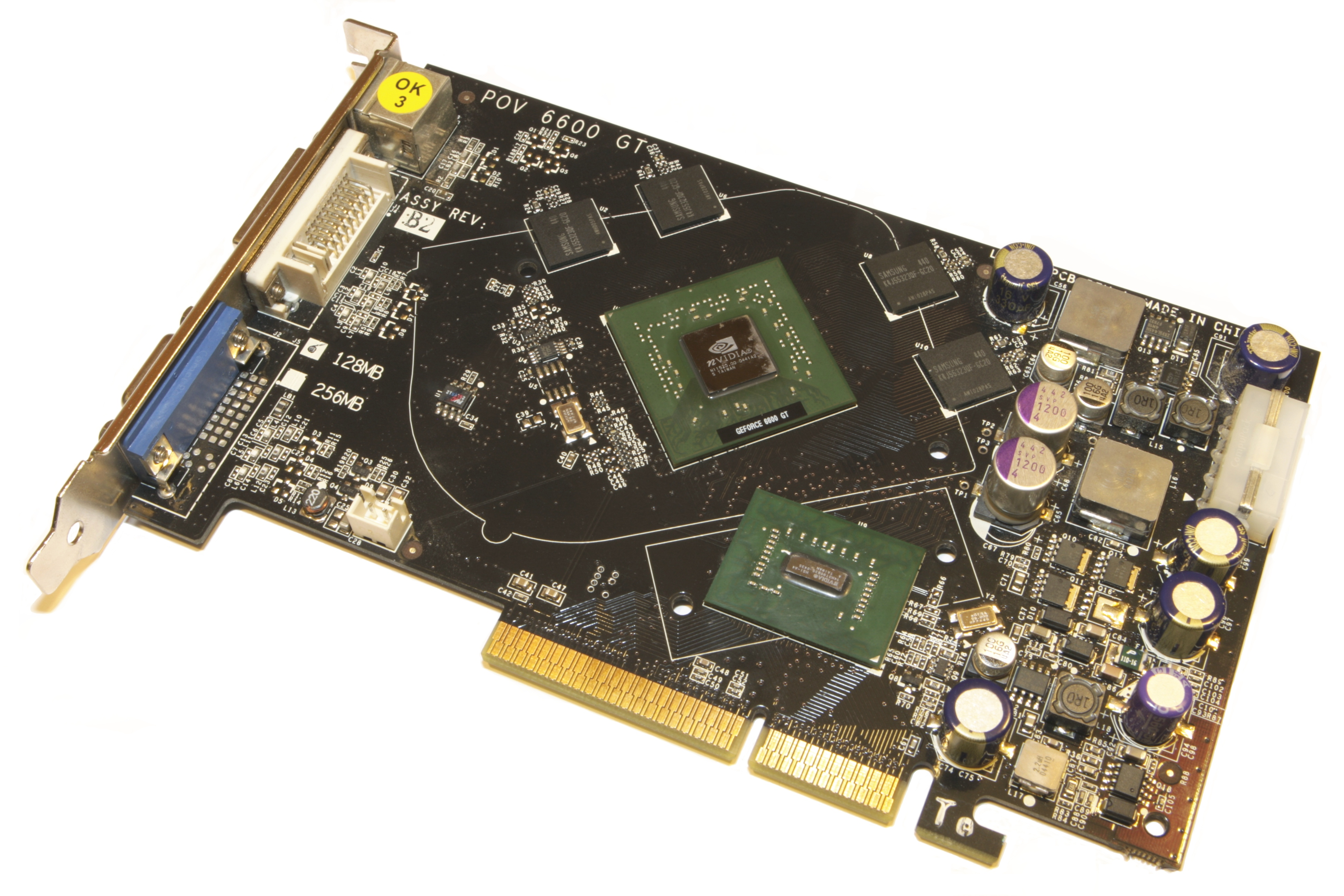
GeForce 6600 GT AGP

### SLI
La Scalable Link Interface (SLI) permite conectar dos tarjetas GeForce 6 del mismo tipo en tándem. El software del controlador equilibra la carga de trabajo entre las tarjetas. La capacidad SLI está limitada a miembros selectos de la familia GeForce 6; 6500 y superior. SLI solo está disponible para tarjetas que utilizan el bus PCI-Express.

### Tecnología Nvidia PureVideo
La tecnología Nvidia PureVideo es la combinación de un núcleo de procesamiento de video dedicado y un software que decodifica videos H.264, VC-1, WMV y MPEG-2 con una utilización reducida de la CPU.

### Shader Model 3.0
Nvidia fue el primero en ofrecer la capacidad Shader Model 3.0 (SM3) en sus GPU. SM3 amplía SM2 de varias formas: la precisión estándar de FP32 (coma flotante de 32 bits), ramificación dinámica, mayor eficiencia y longitudes de sombreador más largas son las principales adiciones. Shader Model 3.0 fue adoptado rápidamente por los desarrolladores de juegos porque era bastante sencillo convertir los shaders existentes codificados con SM 2.0/2.0A/2.0B a la versión 3.0 y ofrecía mejoras de rendimiento notables en toda la línea GeForce 6.

### Advertencias
La funcionalidad de PureVideo varía según el modelo, y algunos modelos carecen de aceleración WMV9 y/o H.264.
Además, las placas base con algunos conjuntos de chips VIA y SIS y un procesador AMD Athlon XP aparentemente tienen problemas de compatibilidad con las GPU GeForce 6600 y 6800. Los problemas que se sabe que surgen son la congelación, los artefactos, los reinicios y otros problemas que hacen que los juegos y el uso de aplicaciones 3D sean casi imposibles. Estos problemas parecen ocurrir solo en aplicaciones basadas en Direct3D y no afectan a OpenGL.

### Comparación de la serie Geforce 6
Así es como las versiones lanzadas de la familia de la serie "GeForce 6" se comparan con la GPU insignia anterior de Nvidia, la GeForce FX 5950 Ultra, además de las unidades comparables de las series Radeon X800 y X850 de ATI recientemente lanzadas para el momento:
|                                                | GeForce FX 5950 Ultra | GeForce 6200 TC-32 | GeForce 6600GT            | GeForce 6800 Ultra | ATI Radeon X800 XT PE | ATI Radeon X850 XT PE |
| ---------------------------------------------- | --------------------- | ------------------ | ------------------------- | ------------------ | --------------------- | --------------------- |
| Transistores                                   | 135 millones          | 77 millones        | 146 millones              | 222 millones       | 160 millones          | 160 millones          |
| Proceso de manufactura                         | 0.13 µm               | 0.11 µm            | 0.11 µm                   | 0.13 µm            | 0.13 µm low-k         | 0.13 µm low-k         |
| Área de troquel (mm²)                          | ~200                  | 110                | 156                       | 288                | 288                   | 297                   |
| Velocidad de reloj del núcleo (MHz)            | 475                   | 350                | 500                       | 400                | 520                   | 540                   |
| Número de procesadores de sombreado de píxeles | 4                     | 4                  | 8                         | 16                 | 16                    | 16                    |
| Número de tubos de píxeles                     | 4                     | 4                  | 8                         | 16                 | 16                    | 16                    |
| Número de unidades de texturizado              | 8(16*)                | 4                  | 8                         | 16                 | 16                    | 16                    |
| Número de tuberías de vértice                  | 3*                    | 3                  | 3                         | 6                  | 6                     | 6                     |
| Tasa máxima de relleno de píxeles (teórica)    | 1,9 Gigapíxeles/s     | 700 Megapíxeles/s  | 2,0 Gigapíxeles/s         | 6,4 Gigapíxeles/s  | 8,32 Gigapíxeles/s    | 8,64 Gigapíxeles/s    |
| Tasa máxima de relleno de textura (teórica)    | 3,8 Gigatexel/s       | 1,4 Gigatexel/s    | 4,0 Gigatexel/s           | 6,4 Gigatexel/s    | 8,32 Gigatexel/s      | 8,64 Gigatexel/s      |
| Interfaz de memoria                            | 256 bits              | 64 bits            | 128 bits                  | 256 bits           | 256 bits              | 256 bits              |
| Velocidad del reloj de la memoria              | 950 MHz DDR           | 700 MHz DDR2       | 1.0 GHz / 950 MHz** GDDR3 | 1.1 GHz GDDR3      | 1.12 GHz GDDR3        | 1.18 GHz GDDR3        |
| Ancho de banda de memoria máximo (GiB/s)       | 30.4                  | 5.6                | 16,0 / 14,4**             | 35.2               | 35.84                 | 37.76                 |

(*) La serie GeForce FX tiene un Vertex Shader basado en Array.
(**) Variante AGP 6600 GT.

## Serie GeForce 6800

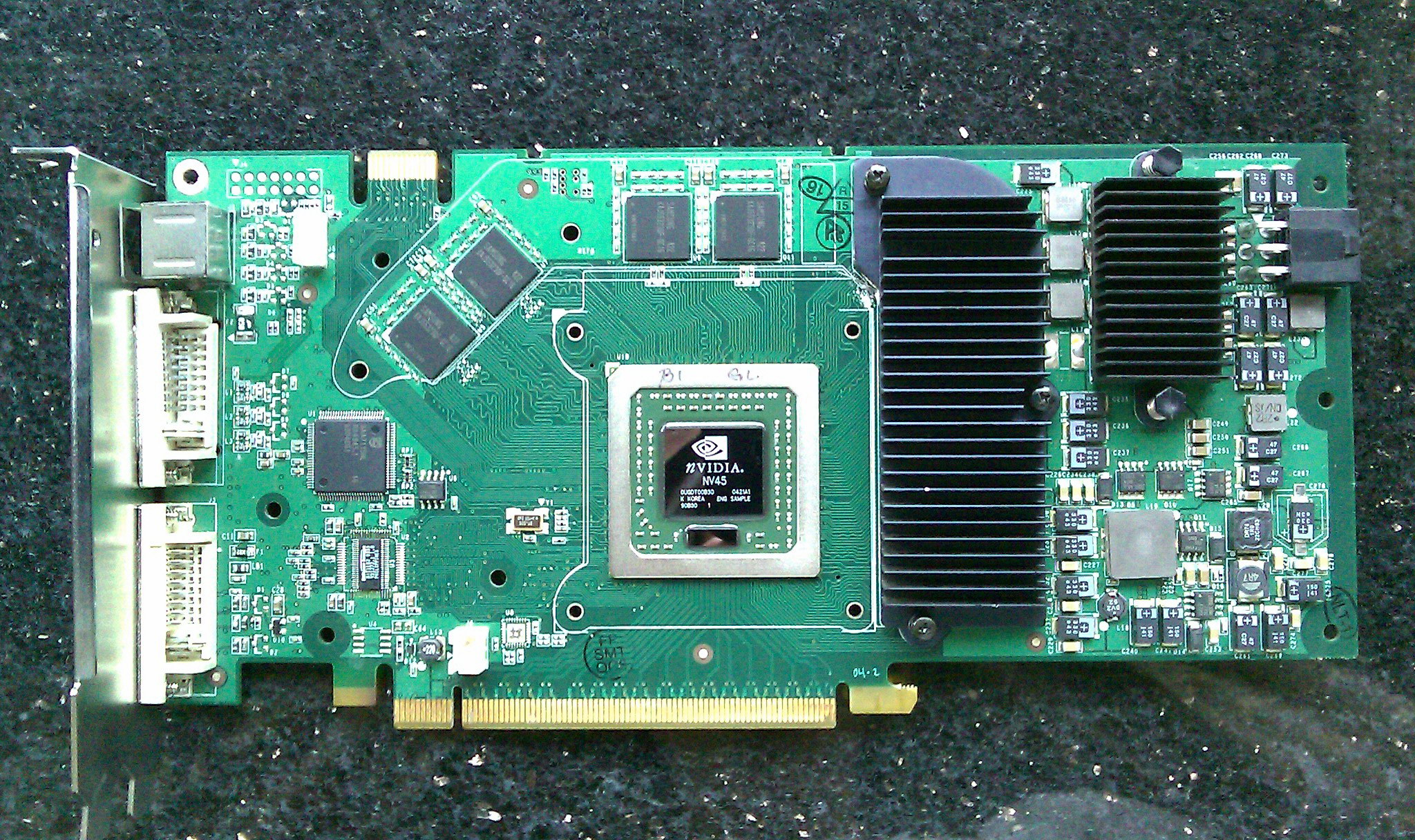
GeForce 6800 Ultra PCI-e 512MiB GDDR3

La primera familia en la línea de productos GeForce 6, la serie 6800 atiende al mercado de juegos de alto rendimiento. Como el primer modelo de GeForce 6, la GeForce 6800 Ultra (NV40) de 16 píxeles fue de 2 a 2,5 veces más rápida que el producto de primera línea anterior de Nvidia (GeForce FX 5950 Ultra), con cuatro veces más canales de píxeles, el doble de número de unidades de textura y agregó una arquitectura de sombreado de píxeles muy mejorada. Sin embargo, la 6800 Ultra se fabricó en el mismo nodo de proceso (IBM) de 130 nanómetros que la FX 5950 y consumía un poco menos de energía.
Como todas las GPU de Nvidia hasta 2004, se diseñaron 6800 miembros iniciales para el bus AGP. Nvidia agregó soporte para el bus PCI Express (PCIe) en productos GeForce 6 posteriores, generalmente mediante el uso de un chip puente AGP-PCIe. En el caso de la 6800 GT y la 6800 Ultra, Nvidia desarrolló una variante del chip NV40 llamada NV45. El NV45 comparte el mismo núcleo que el NV40, pero incorpora un puente AGP-PCIe en el paquete del chip. (Internamente, el NV45 es un AGP NV40 con lógica de traducción de bus adicional, para permitir la interfaz con una placa base PCIe. Externamente, el NV45 es un paquete único con dos troqueles de silicona separados claramente visibles en la parte superior.) NV48 es una versión de NV45 que admite 512 MiB de RAM.
El uso de un chip puente AGP-PCIe generó inicialmente el temor de que las GPU AGP nativas no pudieran aprovechar el ancho de banda adicional que ofrece PCIe y, por lo tanto, estarían en desventaja en relación con los chips PCIe nativos. Sin embargo, la evaluación comparativa revela que incluso AGP 4× es lo suficientemente rápido como para que la mayoría de los juegos contemporáneos no mejoren significativamente en rendimiento cuando se cambia a AGP 8×, lo que hace que el aumento adicional de ancho de banda proporcionado por PCIe sea en gran medida superfluo. Además, las implementaciones integradas de AGP de Nvidia tienen un reloj de AGP 12x o 16x, lo que proporciona un ancho de banda comparable a PCIe para las raras situaciones en las que este ancho de banda es realmente necesario.
El uso de un chip puente permitió a Nvidia lanzar un complemento completo de tarjetas gráficas PCIe sin tener que rediseñarlas para la interfaz PCIe. Más tarde, cuando las GPU de Nvidia se diseñaron para usar PCIe de forma nativa, el chip de puente bidireccional permitió que se usaran en tarjetas AGP. ATI, inicialmente un crítico del chip puente, finalmente diseñó una solución similar (conocida como Rialto) para sus propias tarjetas.
La línea Quadro profesional de Nvidia contiene miembros extraídos de la serie 6800: Quadro FX 4000 (AGP) y Quadro FX 3400, 4400 y 4400g (ambos PCI Express). La serie 6800 también se incorporó a las computadoras portátiles con las GPU GeForce Go 6800 y Go 6800 Ultra.

### PureVideo y la AGP GeForce 6800
PureVideo amplió el nivel de soporte de video multimedia desde la decodificación de video MPEG-2 hasta la decodificación de códecs más avanzados (MPEG-4, WMV9), procesamiento posterior mejorado (desentrelazado avanzado) y aceleración limitada para la codificación. Pero quizás irónicamente, los primeros productos GeForce que ofrecieron PureVideo, AGP GeForce 6800/GT/Ultra, no fueron compatibles con todas las características anunciadas de PureVideo.
El software del reproductor multimedia (WMP9) con soporte para aceleración WMV no estuvo disponible hasta varios meses después de la introducción del 6800. Los informes web y de usuarios mostraron poca o ninguna diferencia entre las tarjetas GeForce habilitadas con PureVideo y las que no son de Purevideo. El silencio público prolongado de Nvidia, después de prometer controladores actualizados y los puntos de referencia de prueba recopilados por los usuarios, llevó a la comunidad de usuarios a concluir que el componente decodificador WMV9 de la unidad PureVideo de AGP 6800 no funciona o está deshabilitado intencionalmente.
A fines de 2005, una actualización del sitio web de Nvidia finalmente confirmó lo que la comunidad de usuarios había sospechado durante mucho tiempo: la aceleración WMV no está disponible en el AGP 6800. Por supuesto, las computadoras estándar de hoy en día son lo suficientemente rápidas para reproducir video WMV9 y otros códecs sofisticados como MPEG-4, H.264 o VP8 sin aceleración de hardware.

### Características generales de la serie GeForce 6

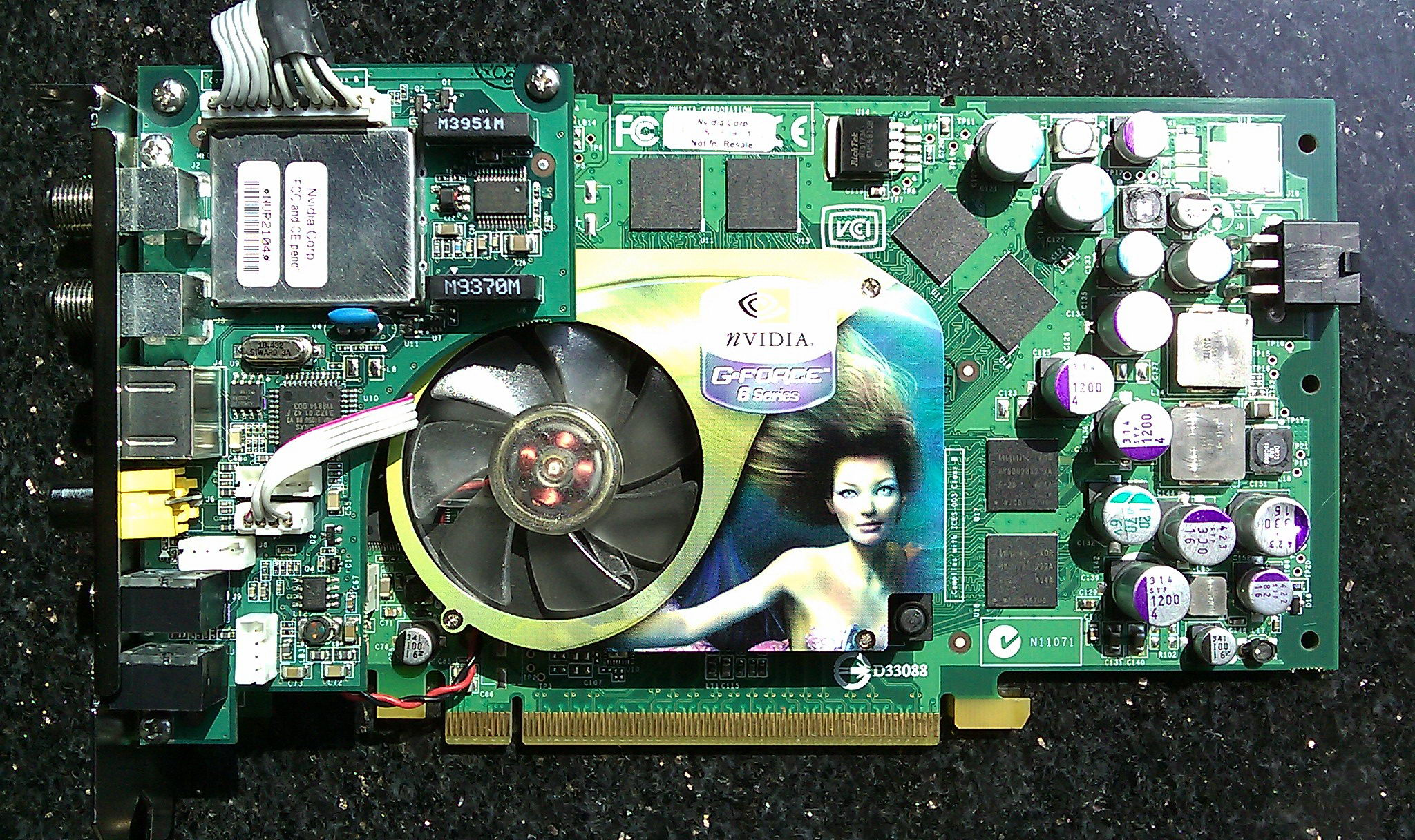
GeForce 6800 Personal Cinema

- Arquitectura de GPU de canalización de 4, 8, 12 o 16 píxeles
- Hasta 8 veces más rendimiento de sombreado en comparación con la generación anterior
- Motor CineFX 3.0 - Compatibilidad con DirectX 9 Shader Model 3.0
- Procesador de video en chip (PureVideo)
- Codificación y decodificación completa de MPEG-2 a nivel de GPU (PureVideo)
- Desentrelazado adaptativo avanzado (PureVideo)
- Memoria DDR y GDDR-3 en una interfaz de memoria de 256 bits de ancho
- Tecnología UltraShadow II: de 3 a 4 veces más rápido que NV35 (GeForce FX 5900)
- Tecnología de rango dinámico de alta precisión (HPDR)
- Precisión de estudio de 128 bits en toda la canalización: precisión de color de punto flotante de 32 bits
- Tecnología IntelliSample 4.0: filtrado anisotrópico 16x, antialiasing de rejilla giratoria y antialiasing de transparencia
- Resolución máxima de pantalla de 2048x1536@85 Hz
- Escalado y filtrado de video: técnicas de filtrado HQ hasta resoluciones HDTV
- Codificador de TV integrado: salida de TV con resoluciones de hasta 1024x768
- OpenGL 2.0 Optimizaciones y soporte
- DVC 3.0 (control de intensidad digital)
- Doble RAMDAC de 400 MHz que admiten pantallas QXGA de hasta 2048x1536 @ 85 Hz
- Salidas duales DVI en miembros seleccionados (la implementación depende del fabricante de la tarjeta)

### Tabla del chipset 6800
| Nombre de la placa | Tipo de núcleo            | Núcleo (Megahercio) | Memoria (Megahercio) | Configuración de tubería | Procesadores de vértice | Interfaz de memoria |
| ------------------ | ------------------------- | ------------------- | -------------------- | ------------------------ | ----------------------- | ------------------- |
| 6800 Ultra         | NV40/NV45/NV48            | 400                 | 1100                 | dieciséis                | 6                       | 256 bits            |
| 6800GT             | NV40/NV45/NV48            | 350                 | 1000                 | dieciséis                | 6                       | 256 bits            |
| 6800GS             | NV40/NV42                 | 350/425             | 1000                 | 12                       | 5                       | 256 bits            |
| 6800 GTO           | NV40/NV45                 | 350                 | 900                  | 12                       | 5                       | 256 bits            |
| 6800               | NV40/NV41/NV42            | 325                 | 700/600              | 12                       | 5                       | 256 bits            |
| 6800 Ir            | NV41M                     | 300                 | 600                  | 12                       | 5                       | 256 bits            |
| 6800 ir ultra      | NV41M(0.13u)/NV42M(0.11u) | 450                 | 1100                 | 12                       | 5                       | 256 bits            |
| 6800XT             | NV40/NV41/NV42            | 325/350/?           | 700/1000+            | 8                        | 4                       | 128/256 bits        |
| 6800 XE            | NV40                      | 275/300/325         | 533/700              | 8                        | 3                       | 128 bits            |
| 6800 LE            | NV40                      | 300                 | 700                  | 8                        | 4                       | 256 bits            |

## Serie GeForce 6600

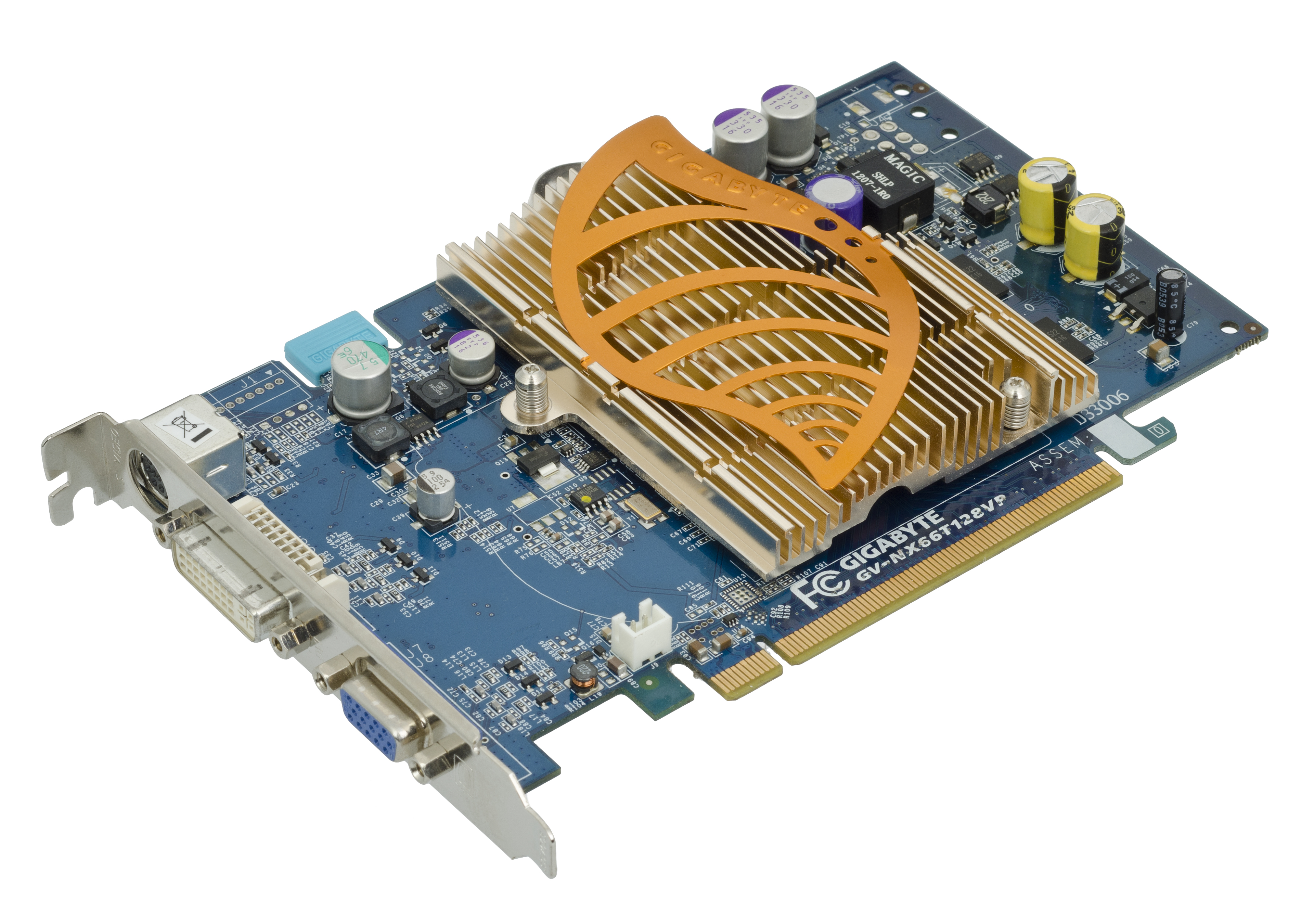
Una tarjeta Gigabyte 6600 GT PCI Express

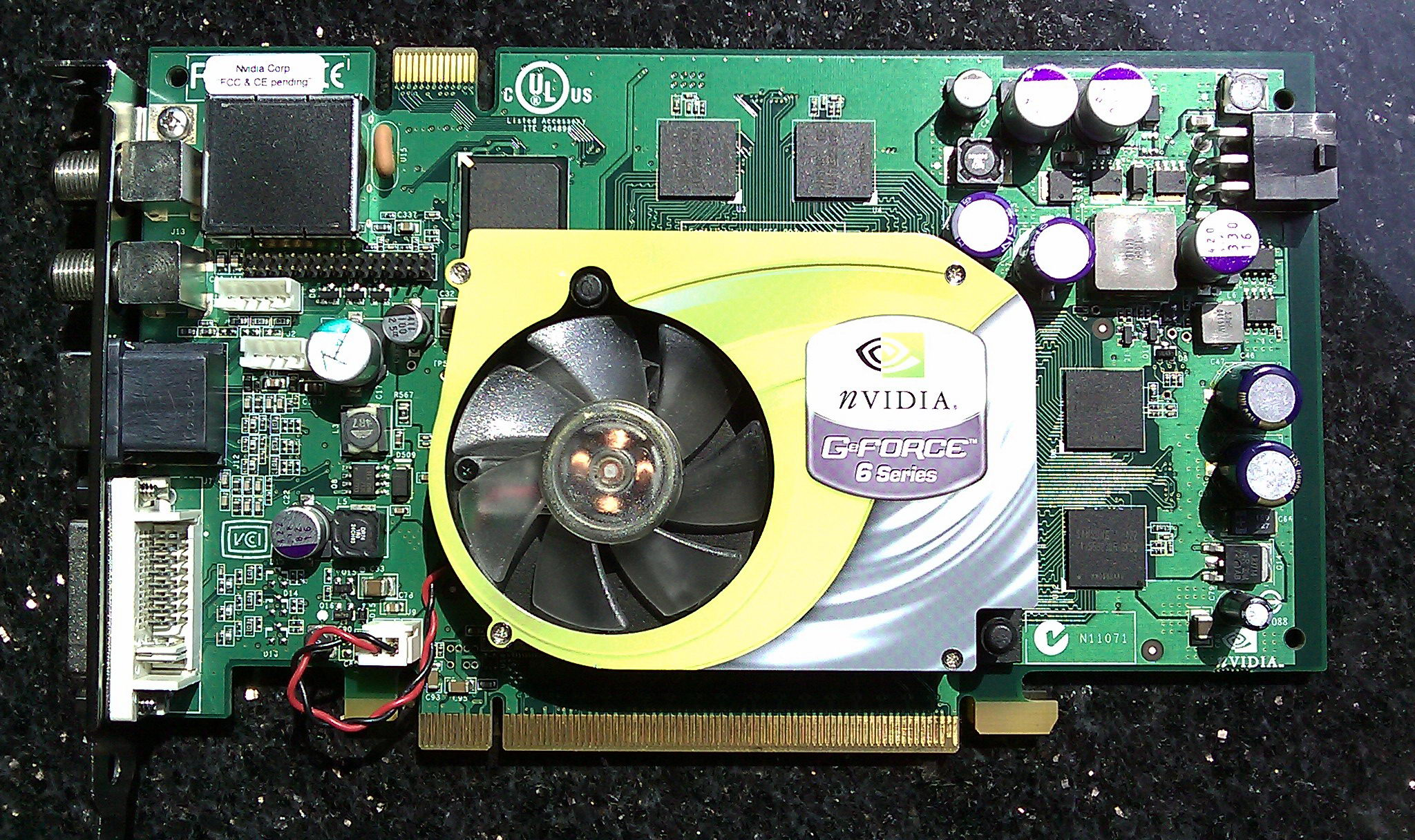
GeForce 6600 GT Personal Cinema

La GeForce 6600 (NV43) se lanzó oficialmente el 12 de agosto de 2004, varios meses después del lanzamiento de la 6800 Ultra. Con la mitad de las canalizaciones de píxeles y sombreadores de vértices de la 6800 GT, y un bus de memoria de 128 bits más pequeño, la 6600 de menor rendimiento y menor costo es el producto principal de la serie GeForce 6. La serie 6600 conserva las características principales de renderizado de la serie 6800, incluido SLI. Equipada con menos unidades de renderizado, la serie 6600 procesa datos de píxeles a un ritmo más lento que la serie 6800, que es más potente. Sin embargo, la reducción de los recursos de hardware y la migración a 110 de TSMC proceso de fabricación de nm (frente a los 130 del 6800 nm), hacen que el 6600 sea menos costoso de fabricar para Nvidia y menos costoso de comprar para los clientes.
Su serie 6600 actualmente tiene tres variantes: la GeForce 6600LE, la 6600 y la 6600GT (en orden de la más lenta a la más rápida).) La 6600 GT funciona bastante mejor que la GeForce FX 5950 Ultra o Radeon 9800 XT, con la 6600 GT con una puntuación de alrededor de 8000 en 3DMark03, mientras que la GeForce FX 5950 Ultra obtuvo una puntuación de alrededor de 6000, y también es mucho más barata. En particular, la 6600 GT ofreció un rendimiento idéntico al de la tarjeta gráfica de gama alta X800 PRO de ATI con controladores anteriores a diciembre de 2004, cuando se ejecutaba el popular juego Doom 3. También era tan rápido como la GeForce 6800 de gama alta cuando se ejecutaban juegos sin suavizado en la mayoría de los escenarios.
En el momento de la introducción, la familia 6600 solo estaba disponible en formato PCI Express. Los modelos AGP estuvieron disponibles aproximadamente un mes después, mediante el uso del chip puente AGP-PCIe de Nvidia. La mayoría de las AGP GeForce 6600GT tienen su memoria sincronizada a 900 MHz, que es 100 MHz más lento que las tarjetas PCI-e, en las que la memoria funciona a 1000 MHz. Esto puede contribuir a una disminución del rendimiento al jugar ciertos juegos. Sin embargo, a menudo era posible "overclockear" la memoria a su frecuencia nominal de 1000 MHz y hay tarjetas AGP (por ejemplo de XFX) que usan 1000 MHz por defecto.

### Tabla de chipset 6600
| Nombre de la placa | Tipo de núcleo | Núcleo (Megahercio) | Memoria (Megahercio) | Configuración de tubería | Procesadores de vértice | Interfaz de memoria |
| ------------------ | -------------- | ------------------- | -------------------- | ------------------------ | ----------------------- | ------------------- |
| 6700XL             | NV43           | 525                 | 1100                 | 8                        | 3                       | 128 bits            |
| 6600GT GDDR3       | NV43           | 500                 | 900/1000             | 8                        | 3                       | 128 bits            |
| 6600XL             | NV43           | 400                 | 800                  | 8                        | 3                       | 128 bits            |
| 6600 DDR2          | NV43           | 350                 | 800                  | 8                        | 3                       | 128 bits            |
| 6600               | NV43           | 300                 | 500/550              | 8                        | 3                       | 128 bits            |
| 6600 LE            | NV43           | 300                 | 500                  | 4                        | 3                       | 128 bits            |

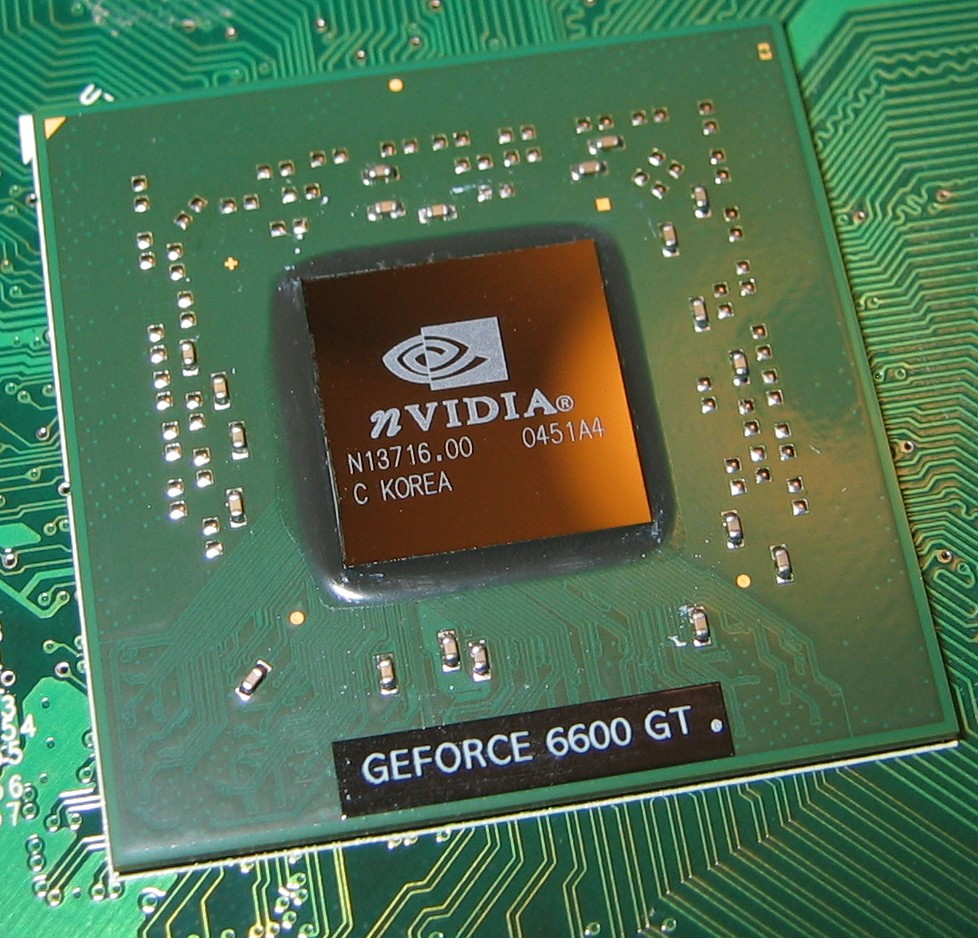
GPU NVIDIA NV43

Otros datos para tarjetas basadas en PCI Express:
- Interfaz de memoria: 128 bits
- Ancho de banda de memoria: 16,0 GiB/s.
- Tasa de relleno (píxeles/s.): 4,0 mil millones
- Vértices por Segundo: 375 millones
- Tasa de datos de memoria: 1000 MHz
- Píxeles por reloj (pico): 8
- RAMDAC: 400 MHz

Otros datos para tarjetas basadas en AGP:
- Interfaz de memoria: 128 bits
- Ancho de banda de memoria: 14,4 GiB/s.
- Tasa de relleno (píxeles/s.): 4,0 mil millones
- Vértices por Segundo: 375 millones
- Tasa de datos de memoria: 900 MHz
- Píxeles por reloj (pico): 8
- RAMDAC 400 MHz

## GeForce 6500
La GeForce 6500 se lanzó en octubre de 2005 y se basa en el mismo núcleo NV44 que la GeForce 6200TC de valor/económico (gama baja o nivel de entrada), pero con una velocidad de reloj de GPU más alta y más memoria. La GeForce 6500 también es compatible con SLI.

### GeForce 6500
- Reloj central: 450 MHz
- Reloj de memoria: 700 MHz
- Canalizaciones de píxeles: 4
- Número de ROP: 2
- Procesadores de vértice: 3
- Memoria: 128/256 MiB DDR en una interfaz de 64 bits
- Tasa de relleno (píxeles/s): 1600 millones
- Vértices por Segundo: 300 millones
- Ancho de banda de memoria efectivo (GiB/s): 13,44

## GeForce 6200

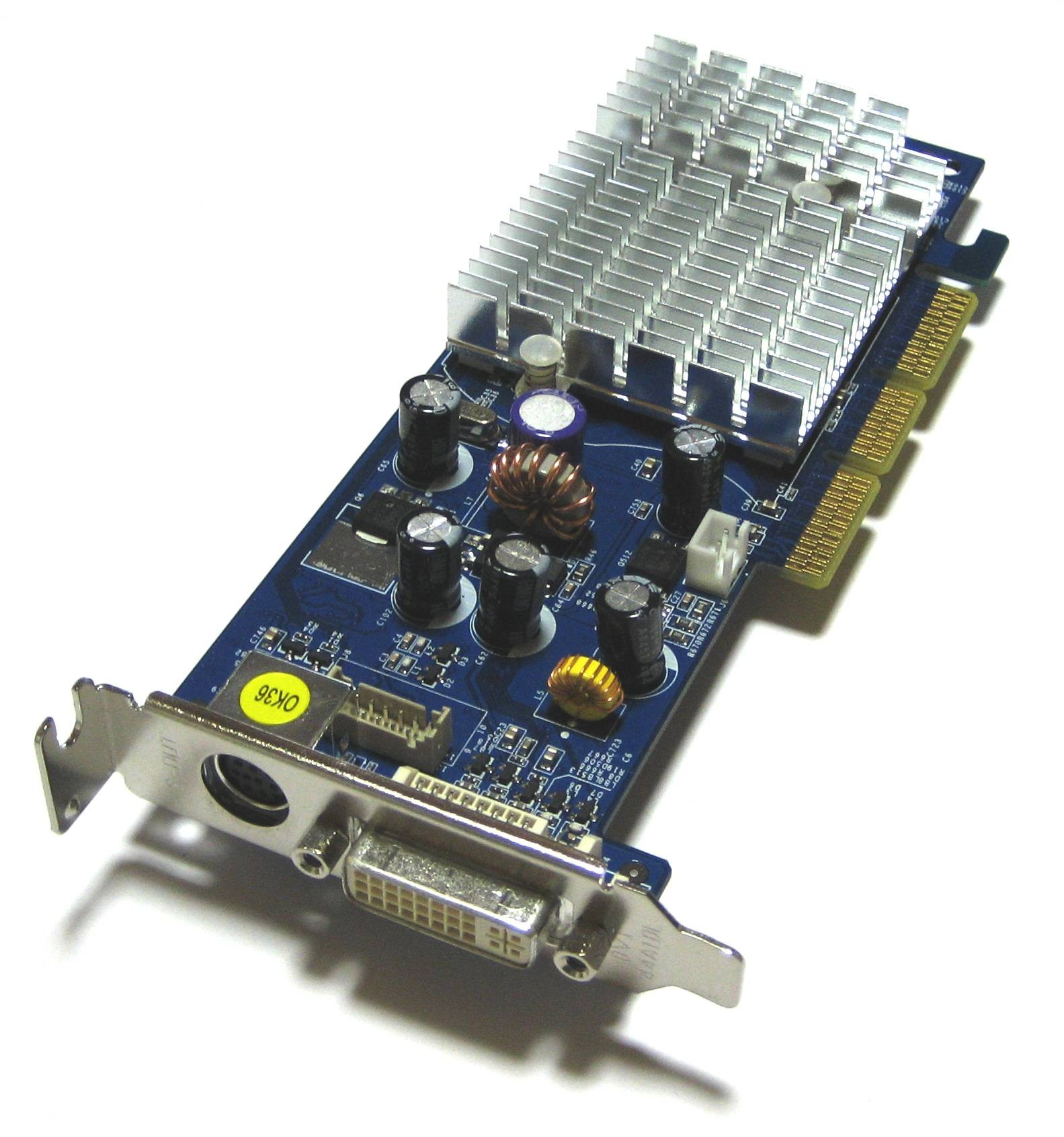
GeForce 6200 en un factor de forma AGP de bajo perfil

Con solo 4 canales de píxeles, la serie 6200 forma el producto de valor/presupuesto (de gama baja o de nivel de entrada) de Nvidia. El 6200 omite la compresión de memoria y la compatibilidad con SLI, pero por lo demás ofrece funciones de renderizado similares a las del 6600. Las placas 6200 posteriores se basaron en el (los) núcleo (s) NV44, que es el silicio de producción final para la serie 6200. También es la única tarjeta de la serie que cuenta con codificación para ranuras AGP de 3,3 V (salvo algunas raras excepciones de tarjetas de gama alta de proveedores como PNY).
Sin embargo, en el momento de la introducción, la producción de silicio aún no estaba lista. Nvidia cumplió con 6200 pedidos mediante el envío de núcleos de la serie 6600 agrupados/rechazados (NV43V). Los rechazos se modificaron de fábrica para deshabilitar canalizaciones de cuatro píxeles, convirtiendo así el producto nativo 6600 en un producto 6200. Algunos usuarios pudieron "desbloquear" las primeras placas 6200 a través de una utilidad de software (convirtiendo efectivamente la 6200 nuevamente en una 6600 con el conjunto completo de canalizaciones de ocho píxeles en total) si poseían placas con una NV43 A2 o una revisión anterior del núcleo. Por lo tanto, no todas las placas 6200 basadas en NV43 se pudieron desbloquear con éxito (específicamente, aquellas con una revisión de núcleo de A4 o superior), y tan pronto como estuvo disponible el silicio de producción NV44, Nvidia suspendió los envíos de núcleos NV43V degradados.

### Especificaciones del chip GeForce 6200

#### GeForce 6200
- Reloj central: 300 MHz
- Reloj de memoria: 550 MHz
- Canalizaciones de píxeles: 4
- Procesadores de vértice: 3
- Memoria: 128/256/512 MiB[6] DDR en una interfaz de 64 bits/128 bits

## GeForce 6200 TurboCache/AGP
La GeForce 6200 TurboCache / AGP (NV44/NV44a) es una versión nativa de cuatro canales de la NV43. Las tarjetas GeForce 6200 TurboCache solo tienen una cantidad de memoria muy pequeña (según los estándares modernos), pero intente compensar esto utilizando la memoria del sistema a la que se accede a través del bus PCI-Express.

### Especificaciones del chip GeForce 6200 TurboCache / AGP

#### GeForce 6200 PCI-Express (NV44) TurboCache
- Reloj central: 350 MHz
- Reloj de memoria: 700 MHz
- Canalizaciones de píxeles: 4
- Número de ROP: 2
- Procesadores de vértice: 3
- Memoria: 16/32/64/128 MiB DDR en una interfaz de 32 bits/64 bits/128 bits
- GeForce 6200 con TurboCache compatible con 128 MiB, incluidos 16 MiB de TurboCache local (32 bits)
- GeForce 6200 con TurboCache compatible con 128 MiB, incluidos 32 MiB de TurboCache local (64 bits)
- GeForce 6200 con TurboCache compatible con 256 MiB, incluidos 64 MiB de TurboCache local (64 bits)
- GeForce 6200 con TurboCache compatible con 256 MiB, incluidos 128 MiB de TurboCache local (128 bits)

#### GeForce 6200 AGP (NV44a) sin TurboCache
- Reloj central: 350 MHz
- Reloj de memoria: 500 MHz
- Canalizaciones de píxeles: 4
- Número de ROP: 2
- Procesadores de vértice: 3
- Memoria: 128/256/512 MiB DDR o DDR2 en una interfaz de 64 bits

#### GeForce 6200 AGP (NV44a2) sin TurboCache
- Reloj central: 350 MHz
- Reloj de memoria: 540 MHz
- Canalizaciones de píxeles: 4
- Número de ROP: 2
- Procesadores de vértice: 3
- Memoria: 128/256 MiB DDR2 con una interfaz de 128 bits
- Enfriamiento: Disipador de calor pasivo

#### GeForce 6200 PCI (NV44) sin TurboCache
BFG Technologies introdujo originalmente una variante PCI única de la GeForce 6200 a través de sus líneas de productos homónimas BFG y 3D Fuzion. Posteriormente, PNY (GeForce 6200 256 MiB PCI), SPARKLE Computer (GeForce 6200 128 MiB PCI y GeForce 6200 256 MiB PCI) y eVGA (e-GeForce 6200 256 MiB PCI) lanzaron sus propias versiones PCI de la Geforce 6200 con relojes de memoria más altos y ancho de banda de memoria resultante.
Hasta el lanzamiento de ATI X1300 PCI, estas eran las únicas tarjetas compatibles con PCI DirectX 9 que no se basaban en la tecnología GeForce5 FX de la generación anterior ni en los chipsets XGI Technology Volari V3XT descontinuados.
Excluyendo las series GeForce 8400 y 8500 de SPARKLE, las tarjetas Zotac GT 610 y Club 3D HD 5450, a finales de 2012 las variantes mejorada de 512MiB Geforce 6200 PCI siguen estando entre los sistemas basados en PCI más potentes disponibles, lo que hace que estas tarjetas sean deseadas por los usuarios que no tienen la opción de actualizarse a una tarjeta de video discreta basada en AGP o PCI Express.
- Reloj central: 350 MHz
- Reloj de memoria: 400 MHz (Tecnologías BFG 6200 OC 410 MHz, PNY y EVGA 533 MHz)
- Canalizaciones de píxeles: 4
- Memoria: 256 (BFG Technologies 6200 OC PCI y EVGA e-Ge-Force 6200 PCI) / 128 (BFG Technologies 3DFuzion GeForce 6200 PCI) MiB DDR en una interfaz de 64 bits

## Serie GeForce 6100 y 6150
A fines de 2005, Nvidia presentó un nuevo miembro a la familia GeForce, la serie 6100, también conocida como C51. El término GeForce 6100/6150 en realidad se refiere a una placa base basada en nForce4 con un núcleo NV44 integrado, a diferencia de una tarjeta gráfica independiente. Nvidia lanzó este producto tanto para seguir a sus placas nForce y nForce2 basadas en GeForce4 MX inmensamente populares como para competir con RS480/482 de ATI y GMA 900/950 de Intel en el espacio de gráficos integrados. La serie 6100 es muy competitiva, por lo general empatando o simplemente superando a los productos ATI en la mayoría de los puntos de referencia.
Las placas base utilizan dos tipos diferentes de puentes sur: el nForce 410 y el nForce 430. Son bastante similares en características a las placas base nForce4 Ultra que estaban en el mercado antes que ellas. Ambos cuentan con compatibilidad con PCI Express y PCI, ocho puertos USB 2.0, sonido integrado, dos puertos Parallel ATA y Serial ATA 3.0 Gibit/s con Native Command Queuing (NCQ): dos puertos SATA en el caso del 410, cuatro en el 430 . El 430 southbridge también es compatible con Gigabit Ethernet con el firewall de hardware ActiveArmor de Nvidia, mientras que el 410 solo es compatible con Ethernet 10/100 estándar.

### Especificaciones de chips de las series GeForce 6100 y 6150
Tanto el 6100 como el 6150 son compatibles con Shader Model 3.0 y DirectX 9.0c. El 6150 también cuenta con soporte para decodificación de video de alta definición de H.264/VC1/MPEG2, procesamiento PureVideo, DVI y salida de video. El 6100 solo admite la decodificación SD de MPEG2/WMV9. La resolución máxima admitida es de 1920 × 1440 píxeles (@75 Hz) para pantalla RGB y 1600 × 1200 píxeles (@65 Hz) para pantalla DVI-D

### GeForce 61XX tasa de falla anormalmente alta en computadoras portátiles
En 2008, Nvidia tomó un cargo de $ 150 a 250 millones contra los ingresos porque las GPU fallaban a "tasas más altas de lo normal". HP proporcionó una extensión de su garantía de hasta 24 meses para las computadoras portátiles afectadas por este problema. Whatley Drake & Kallas LLC presentó una demanda colectiva contra HP y Nvidia.

#### GeForce 6100
- Proceso de fabricación: 90 nm
- Reloj central: 425 MHz
- Procesadores de vértice: 1
- Canalizaciones de píxeles: 2
- Modelo de sombreador: 3
- Compatibilidad con DirectX: v9.0c
- Aceleración de reproducción de video: Aceleración de video SD de MPEG2/WMV9 (aceleración de video HD no compatible)
- Salidas: solo VGA
- Memoria: memoria del sistema DDR/DDR2 (socket 754/939/AM2) compartida (seleccionable a través del BIOS, generalmente 16/32/64/128/256) MIB)

#### GeForce 6150
- Proceso de fabricación: 90 nm
- Reloj central: 475 MHz[10]
- Procesadores de vértice: 1
- Canalizaciones de píxeles: 2
- Modelo de sombreador: 3
- Compatibilidad con DirectX: v9.0c
- Aceleración de reproducción de video: aceleración de video HD de H.264/VC1/MPEG2
- Salidas: VGA, DVI, RCA (Vídeo)
- Memoria: memoria del sistema DDR2 compartida (socket 939/AM2) (seleccionable a través del BIOS, generalmente 16/32/64/128/256) MIB)
- Bus HT (ancho de banda) = 2000 MT/s máx.

#### GeForce 6150LE
La GeForce 6150LE se presentó principalmente en la línea de 2006 de Nvidia Business Platform. El chip es utilizado por Fujitsu-Siemens en su computadora de escritorio verde Esprimo, HP en su computadora de escritorio Pavilion Media Center a1547c y computadora de escritorio Compaq Presario SR1915, y Dell en sus computadoras de escritorio Dimension C521 y E521.

#### GeForce 6150SE
GeForce 6150SE (MCP61, también conocida como C61) es una versión actualizada de un solo chip de la Nvidia GeForce 6100. El MCP61 usa menos energía que la versión original C51 de 2 chips del 6100. Su video integrado supera al 6150 en muchos puntos de referencia 3D a pesar de su frecuencia central más baja (425 MHz), debido al hardware Z-culling agregado.
MCP61 introdujo un error en la implementación de SATA NCQ. Como resultado, los empleados de Nvidia contribuyeron con un código para deshabilitar las operaciones de NCQ en Linux.
- Proceso de fabricación: 90 nm
- Reloj central: 425 MHz
- Bus HT = 2000 MT/s máx.
- Procesadores de vértice: 1
- Canalizaciones de píxeles: 2
- Modelo de sombreador: 3
- Compatibilidad con DirectX: v9.0c
- Salidas: solo VGA

## IntelliSample 4.0 y las GPU GeForce 6
Tras el lanzamiento de la familia de unidades de procesamiento de gráficos GeForce 7, se consideró que IntelliSample 4.0 era una función exclusiva de la serie de GPU GeForce 7. Sin embargo, la versión 91.47 (y versiones posteriores) de los controladores Nvidia ForceWare habilitan las funciones de IntelliSample 4.0 en las GPU GeForce 6. IntelliSample 4.0 presenta dos nuevos modos de antialiasing, conocidos como Transparency Supersampling Antialiasing y Transparency Multisampling Antialiasing. Estos nuevos modos de antialiasing mejoran la calidad de imagen de objetos de líneas finas como cercas, árboles, vegetación y césped en varios juegos.
Una posible razón para habilitar IntelliSample 4.0 para las GPU GeForce 6 podría ser el hecho de que las GPU GeForce 7100 GS se basan en chips NV44, al igual que los modelos GeForce 6200. Debido a esto, Nvidia tuvo que respaldar las características de IntelliSample 4.0 a las GPU NV4x y, como resultado, toda la familia GeForce 6 puede disfrutar de los beneficios de Transparency Antialiasing.
Ya era bien sabido en varias comunidades que Transparency Antialiasing podría usarse en las GPU GeForce 6 mediante el uso de algunas herramientas de ajuste de terceros. A partir de los controladores Nvidia ForceWare 175.16, se eliminó la compatibilidad con GeForce 6 IntelliSample 4.0.

## Soporte discontinuado
Nvidia ha dejado de admitir controladores para la serie GeForce 6. La serie GeForce 6 es la última en admitir la familia de sistemas operativos Windows 9x, así como Windows NT 4.0. La serie GeForce 7 sucesora solo es compatible con Windows 2000 y versiones posteriores (los controladores de Windows 8 también son compatibles con Windows 10).
- Windows XP de 32 bits y Media Center Edition: 307.83 lanzado el 25 de febrero de 2013
- Windows XP de 64 bits: 307.83 lanzado el 25 de febrero de 2013
- Windows Vista, 7 y 8 de 32 bits: 309.08 lanzado el 24 de febrero de 2015
- Windows Vista, 7 y 8 de 64 bits: 309.08 lanzado el 24 de febrero de 2015
- Windows 2000: 94.24 lanzado el 17 de mayo de 2006
- Windows 98/ME: 81.98 lanzado el 21 de diciembre de 2005
- Windows NT 4.0: 77.72 lanzado el 22 de junio de 2005
- Windows 95: 66.94 lanzado el 16 de diciembre de 2004

### Reseñas
- nvNews/ una revisión de nvnews de la GeForce 6800
- Más allá de 3D/ vista previa de la arquitectura central nv45
- Guru3D Nvidia GeForce 6 Series y ATi X Series/comparación - 6-series v. Serie Radeon X
- X-bit Labs Segunda generación de gráficos integrados de Nvidia: GeForce 6150 y GeForce 6100/ Página en GeForce 6100, 6150
- GeForce 6600GT revisión / revisión- GeForce 6600GT

- Datos: Q1028865
- Multimedia: Nvidia GeForce 6 series video cards / Q1028865